# Tal-y-bont
Tal-y-bont es una localidad situada en el condado de Ceredigion, en Gales (Reino Unido), con una población estimada a mediados de 2016 de 652 habitantes.
Se encuentra ubicada al oeste de Gales, a poca distancia de la costa de la bahía de Cardigan, mar de Irlanda.